# 小行星30767
小行星30767（30767 Chriskraft）是一颗绕太阳运转的小行星，为火星轨道穿越小行星。该小行星于1983年11月6日发现。

## 轨道参数
小行星30767的轨道半长轴为2.3371038 UA，离心率为0.289。